# 独立董事
獨立董事（英語：Independent Director，或稱獨立非執行董事、外部董事、獨董），是指獨立於公司股東且不在公司內部任職，並與公司或公司經營管理者沒有重要的業務聯繫或專業聯繫，並對公司事務做出獨立判斷的董事。也有觀點認為，獨立董事應該界定為只在上市公司擔任獨立董事之外，不再擔任該公司任何其他職務，並與上市公司及其大股東之間不存在妨礙其獨立做出客觀判斷的利害關係的董事。通俗來講，獨立董事不在公司任職，不參與具體事務，沒有公司股票，能為公司出謀劃策。

## 台灣獨董制度爭議
臺灣獨董制度與西方定義截然不同只有名詞相同，其依然採用股權選舉制，與一般董事合併舉行選舉，當選條件依然為股東股權支持，所以名為獨董，其實並無太多「獨」之處，其權力來源依然是某大股東支持。但其特殊之處在於獨董是審計委員會的當然成員，所有議案均須先通過審計委員會才送董事會議決；二是董事會召開時，只要一個獨董表達不同意見都須在證券交易所發表重大訊息說明；三是獨董有查帳權一般董事則無。換言之，任何議案倘若獨董不同意，公司治理就窒礙難行。
三項特權導致獨董群組成的審計委員會小團體形同「太上董事會」，台灣法律中所謂獨董與其獨不獨立已無太多關係而成一種鑲金邊的加權董事，比一般董事高一級，更是選舉中兵家必爭之地。
修法成立獨董之初，前司法院院長賴英照在內一派學者專家，都對公司法已經設有監察人情形下，是否有必要引進或強制設立獨立董事持懷疑的態度；而支持設立獨立董事者，相當大的原因，在於以往監察人的功能不彰，最終還是修法通過。獨立董事主要義務是加強企業內部控制，利用角色上的獨立性不受利益牽制，在股東會時能勇於持保留意見或反對意見並且留下會議記錄。以下是《證券交易法》規定獨立董事持保留或反對意見時必須在會議記錄載明的事項：
1. 依第十四條之一規定訂定或修正內部控制制度。
2. 依第三十六條之一規定訂定或修正取得或處分資產、從事衍生性商品交易、資金貸與他人、為他人背書或提供保證之重大財務業務行為之處理程序。
3. 涉及董事或監察人自身利害關係之事項。
4. 重大之資產或衍生性商品交易。
5. 重大之資金貸與、背書或提供保證。
6. 募集、發行或私募具有股權性質之有價證券。
7. 簽證會計師之委任、解任或報酬。
8. 財務、會計或內部稽核主管之任免。
9. 其他經主管機關規定之重大事項。

不過實務上由於刑責不夠具體，因此公司治理出現問題時，獨立董事通常不會有法律責任，只會承受短時間的輿論壓力。

2019年第二季發生台灣食品巨頭福懋油公司變天案，引起商界嘩然，福懋油董事會改選原市場派出奇招重押3席獨董，各自配票12.35％、12.33％、12.28％，另2席一般董事僅以4.78％、5.37％股數就拿下共五席；反之原公司派採守成策略「配票失誤」，將50.7%股權平均分給1席獨董及4席一般董事，最後僅拿下4席董事少一席輸掉經營權。這導致一商界嚴重違反常識現象也就是股權過半者居然不能取得經營權的荒謬結局，成為台灣證券交易史上首見案例。同時也有分析稱即使照公司派原本計畫順利執行取得經營權，但其獨董席次較少多為一般董事，經營上還是受制「太上董事會」問題，不能實質主導。

### 爭議事件
| 爆發時間  | 事件           | 事件人物       | 內容                     |
| --------- | -------------- | -------------- | ------------------------ |
| 2016年9月 | 樂陞科技收購案 | 陳文茜         | 獨董責任問題             |
| 2016年5月 | 光洋科技假帳案 | 陳來助、曾錦堂 | 獨董權力爭議             |
| 2018年1月 | 台大校長任命案 | 管中閔         | 學界教授廣泛兼職獨董問題 |
| 2019年8月 | 福懋油變天案   | 許忠明         | 獨董選舉制問題           |

## 中国上市公司的独立董事制度
2001年8月16日，中国证券监督管理委员会颁布了《关于上市公司建立独立董事制度的指导意见》，要求上市公司的董事会必须存在一定比例的独立董事。中国证监会强制性把独立董事引入上市公司董事会，主要是为了规避大股东操纵董事会，侵害中小股东利益的事情发生。独立董事是中国证监会替中小股东安插进上市公司董事会的眼睛和钉子，其职责就是监督大股东，维护中小股东的利益不受损害。上交所独董《备案及培训工作指引》要求“独立董事候选人应具备独立性”，不能是上市公司或董监高关联方，符合下列条件的人士不得担任独董：上市公司或附属企业任职员工/亲属/主要社会关系、持股超1%或前十大股东中的自然人及直系亲属、在持股超5%的股东或前五大股东中任职或直系亲属、在上市公司实控人及附属企业任职等。
2019年末，中国上市公司独董总人数1.2万人，共领取薪酬9.44亿元，人均8.1万元人民币薪酬，将近8成独董的全年薪酬在10万元以下，甚至将近有200名独董的薪酬在1,000至10,000元之间。其中薪酬最高的民生银行独董李汉成、刘宁宇的薪酬均超过100万元；薪酬最低的獐子岛公司独董龙湘鞍2019年获得的薪酬仅有200元。
2021年11月12日，广州市中级人民法院对首例采用“证券纠纷特别代表人诉讼”的康美药业财务信息造假案一审宣判，该公司五名年薪7万元左右的独立董事分别判处承担10%、5%连带责任，约2.46亿元、1.23亿元。这一判决公布后一周内，多家上市公司大批独立董事辞职。
2023年4月14日，国务院办公厅发布《关于上市公司独立董事制度改革的意见》，中国证监会随后就相关管理办法征求意见，首次就独立董事的角色定位、职责范围、履职方式等进行系统性清晰界定。2023年8月，证监会发布《上市公司独立董事管理办法》，自2023年9月4日起施行。